# Бутијер Гореј (Долина Аосте)
Бутијер Гореј је насеље у Италији у округу Долина Аосте, региону Долина Аосте.
Према процени из 2011. у насељу је живело 47 становника. Насеље се налази на надморској висини од 1353 м.